# Picanya
Picanya település Spanyolországban, Valencia tartományban. Picanya Valencia, Alaquàs, Catarroja, Paiporta, Torrent és Xirivella községekkel határos. Lakosainak száma 11 876 fő (2024).

## Népesség
A település népessége az utóbbi években az alábbiak szerint változott:
| Lakosok száma | 8959 | 9610 | 10 543 | 11 053 | 11 319 | 11 109 | 11 278 | 11 513 | 11 665 | 11 876 |
|               | 2001 | 2004 | 2007   | 2009   | 2012   | 2014   | 2017   | 2019   | 2022   | 2024   |